# 웨스턴 미시간 대학교
웨스턴 미시간 대학교(Western Michigan University, WMU)는 미국 미시간주 캘러머주에 위치한 공립 연구형 대학이다. 1903년에 아론 T. 블리스 주지사에 의해 교사 훈련을 위해 "Western State Normal School"라는 교명으로 설립되었다. 1957년 현재의 이름 '웨스턴 미시간 대학교'로 확정되었다.
미시간주의 8개 연구형 대학 중 한 곳이다.